# SC Ostbahn XI
Der SC Ostbahn XI ist ein österreichischer Fußballverein aus dem Wiener Stadtteil Simmering (kurz XI). Er spielte 1945/46 in der höchsten österreichischen Liga und nahm ab der Saison 2008/09 für zwei Jahre an der drittklassigen Regionalliga Ost teil, bevor man 2010/11 wieder abstieg.

## Geschichte
Von der Belegschaft des Bahnwerks Simmerings an der Ostbahn wurde im Mai 1920 ein Betriebstättenverein ins Leben gerufen, der in der Gründung des ESV Ostbahn XI am 23. April 1921 mündete. Der Sport-Club Werkstätte Simmering Ostbahn wurde Mitte 1922 in Wiener Sportvereinigung Ostbahn umbenannt.

## Männerfußball

Früheres Vereinslogo

Ostbahn XI konnte sich im Laufe der Zeit als einer der führenden Amateursportvereine Wiens etablieren, bekanntester Spieler Anfang der 1930er Jahre war der spätere Internationale Franz Hanreiter. Von 1932 bis 1934 spielten die Ostbahner in der VAFÖ-Liga. 1935 gelang sogar der Aufstieg in die professionelle II. Liga Süd, in der sich der Klub bis 1936/37 halten konnte. Während der Zeit des Nationalsozialismus spielte der Verein zunächst in der drittklassigen I. Kreisklasse und wurde wie alle Wiener Eisenbahnsportvereine 1939 dem Reichsbahn Turn- und Sportverein Groß-Wien zugeordnet. Der Name Ostbahn XI wurde damit zusehends durch die offizielle Bezeichnung „Reichsbahn I“ abgelöst.
1941 stiegen die Reichsbahner in die 1. Klasse auf und konnte als Sieger der 1. Staffel dort gleich in die Gauliga Donau-Alpenland aufsteigen. Zur besseren sportlichen Wettbewerbsfähigkeit wurde die Zusammenschließung mit „Reichsbahn VI“, dem SK Westbahn, beschlossen. Als SG Reichsbahn zeigte man sich in der Saison 1942/43 in der Bereichsliga als konkurrenzfähige Mannschaft und schlug unter anderem Rapid mit 5:2 auf der Pfarrwiese. Im Sturm spielte damals unter anderem der siebzehnjährige Ernst Stojaspal. Als Siebtplatzierter bei elf Teams mussten die Reichsbahner allerdings in die Relegation mit dem Achten SC Wacker Wien um den Verbleib in der Liga, das Spiel ging mit 1:2 verloren. Die SG Reichsbahn wurde wieder getrennt und Reichsbahn I wanderte in die 1. Klasse Wien A, Reichsbahn IV in die 1. Klasse Wien B.
Erstligajahr und Regionalligafußball in Simmering
Die Reichsbahner blieben bis zur Einstellung der Meisterschaft im Winter 1944/45 in dieser Liga und wurden als Tabellenführer der A-Staffel nach Kriegsende in die neu geschaffene höchste Liga Österreichs, die Liga, aufgenommen. Die Qualität für den Klassenerhalt war aber in keiner Weise vorhanden: Die Spiele gegen die Vienna etwa endeten 0:12 und 0:18, gegen die Austria 0:9 und 0:14 und gegen den Sport-Club 0:8 und 0:14. Einzig der SC Rapid Oberlaa konnte mit 2:0 besiegt werden. Nach dem Abstieg aus der Liga in die Wiener Landesliga 1946 ging es bereits 1948 weiter in die unteren Spielklassen.
1970 kam es zum Zusammenschluss mit Olympia XI. Als ESV Ostbahn-Olympia XI gelang letztlich unter Trainer Rudolf Sabetzer und Jungstar Herbert Prohaska 1971 der Aufstieg in die Wiener Liga. 1972 wechselte Herbert Prohaska zur Wiener Austria, insgesamt flossen 1,5 Millionen Schilling nach Simmering. 1973 gelang zudem der Aufstieg in die zweitklassige Regionalliga Ost. Bedingt durch die große Ligareform 1974 wurde die Regionalliga zur dritten Spielstufe. 1976 folgte der Abstieg aus der Regionalliga, 1979 auch aus der Wiener Liga. 1982 erfolgte der Zusammenschluss mit Webeba. 1994 benannte sich der Verein in SC Ostbahn XI um, nachdem er nicht mehr ein Eisenbahnsportverein war. 1999 konnte der Klub wieder in die Wiener Liga zurückkehren. Nachdem er sich in der Liga etablieren konnte, schaffte man 2008 den Aufstieg in die Regionalliga Ost. Ab der Saison 2011/2012 musste der Verein wieder in der Wiener Stadtliga spielen. Von diesem Zeitpunkt an hält es den SC Ostbahn XI nie sehr lange in einer Liga. In der Folgesaison kommt es erneut zum Aufstieg, der Platz in der Regionalliga Ost kann jedoch nicht gehalten werden. 2015/16 konnte nur dank der besseren Tordifferenz der Abstieg in die 2. Landesliga verhindert werden. Ein siebter Platz in der darauffolgenden Saison stellte sich nur als eine Zwischenaufnahme dar und der Verein musste 2018/19 den Abstieg aus der Wiener Liga in die 2. Landesliga verzeichnen. 2021/22 spielte der Verein nochmals in der Wiener Stadtliga, konnte sich allerdings trotz Punktegleichheit mit dem vorletzten SC Mannswörth nicht in der Liga halten und musste erneut in die 2. Landesliga absteigen. 2023/24 erreichte der SC Ostbahn den 3. Platz, musste jedoch trotz Punktegleichheit mit dem Aufsteiger LAC Inter in der Liga verbleiben.
Erfolge;
- 1 × Erstligateilnahme Österreich: 1946
- 1 × Erstligateilnahme Deutsches Reich: 1943 (Gau 17)
- 2 × Wiener Landesmeister: 1973 (III), 2008 (IV)

## Frauenfußball
Der reine Damenfußballclub DFC Ostbahn XI, der eine Meisterschaft, 1989/90, als ESV Ostbahn XI auftrat, spielte von 1972 bis 1995 in der Frauen-Bundesliga und holte 1985 den Meistertitel. Der E.S.V. Süd-Ost übernahm 1995 die Lizenz sowie die Spielerinnen.
Titel und Erfolge
- 1 × Österreichischer Meister: 1985 (als DFC Ostbahn XI)